# Crouan
Die Société des Automobiles Crouan war ein französischer Hersteller von Automobilen.

## Unternehmensgeschichte
Das Unternehmen aus Paris begann 1897 mit der Produktion von Automobilen. Der Markenname lautete Crouan. 1904 endete die Produktion.

## Fahrzeuge
Das erste Modell 10 CV von 1897 war mit einem Zweizylindermotor im Heck ausgestattet. 1900 folgten die Modelle 5 CV mit Einzylindermotor und 16 CV mit Zweizylindermotor. 1903 erschienen die Modelle 6 CV mit Zweizylindermotor und 16 CV mit Vierzylindermotor, beide mit Frontmotoren.